# 1530 pr. n. št.

## Smrti
- Ahhotep I., egipčanska kraljica-žena in regentka (* okoli 1560 pr. n. št.)
- Amuna, kralj Hetitov (* ni znano)